# Elvistaxon
Een elvistaxon is in de paleontologie een taxon dat onterecht geïnterpreteerd werd als opnieuw verschenen in de fossiele opeenvolging na een tijdspanne waarin het taxon schijnbaar uitgestorven was. Elvistaxa zijn geen afstammelingen van het oorspronkelijke taxon, maar taxa die door convergente evolutie een vergelijkbare morfologie hebben met het oudere taxon. Wanneer ontdekt wordt dat jongere fossielen tot een elvistaxon behoren, betekent dit dat de uitsterving van het oudere taxon echt was en zijn de twee taxa polyfyletisch.
Een elvistaxon is het tegenovergestelde van een lazarustaxon, een taxon dat na een tijd van afwezigheid opnieuw in de fossiele opeenvolging verschijnt.
Elvistaxa zijn genoemd naar Elvis Presley, omdat hij ook na zijn dood nog een groot aantal imitators heeft.